# Herodotia
Herodotia is een geslacht van vliesvleugeligen uit de familie Eurytomidae. De wetenschappelijke naam van dit geslacht is voor het eerst geldig gepubliceerd in 1931 door Girault.

## Soorten
Het geslacht Herodotia omvat de volgende soorten:
- Herodotia procopii Girault, 1931
- Herodotia subatriventris (Girault, 1923)